# Wilhelm Hertenstein
Wilhelm Hertenstein ( Kyburg ZH, 5 de mayo de 1825-Berna, 27 de noviembre de 1888) fue un político suizo, miembro del Partido Radical Democrático y del Consejo Federal de Suiza.

## Curiosidades
Fue el primer (y hasta ahora único) presidente suizo que, al fallecer, no puedo completar el mandato previsto del 1 de enero al 31 de diciembre de cada año.

## Trayectoria
Hijo de Jacob, guardabosques y Katharina Elisabetha Thalmann, hija de Hans Jakob, de Neftenbach. Entre 1837 y 1842 asistió a la escuela industrial de Zúrich y después se formó como ingeniero forestal estatal (obtuvo el diploma de la escuela forestal sajona en 1847).
De 1855 a 1872 dirigió el departamento forestal del cantón de Zúrich, ubicado en Fehraltorf. Durante la mayor parte de estos años, fue político en el cuerpo legislativo del estado. En el ejército suizo, sirvió como oficial de artillería, participando en la guerra de Sonderbund de 1847, y en 1872 fue ascendido a coronel y elegido para el gobierno del cantón de Zúrich. En él presidió la dirección militar hasta 1875, de 1875 a 1877 la dirección de construcciones y al final de nuevo la dirección militar. 

## Consejo Federal
En 1878 entra al Consejo Suizo de Estados por Zúrich. Tras la muerte de Johann Jakob Scherer, que pertenecía al centro liberal, fue propuesto por Alfred Escher y Emil Welti como candidato para sucederle en el Consejo Federal. El 21 de marzo de 1879 se reunió la Asamblea federal para escoger a su sucesor. Hertenstein es elegido en la primera vuelta con 92 de 167 votos,  se impuso en la primera vuelta de las elecciones al liberal de izquierdas Emil Frey.
Durante su mandato, Hertenstein dirigió el Departamento Militar. Continuó la organización militar iniciada en 1875, lo que trajo consigo un mayor control de los ejércitos cantonales por parte de la Confederación. También logró promover el entrenamiento uniforme, el equipamiento y el armamento. Otras medidas incluyeron la introducción de escuelas de suboficiales de infantería y cursos de actualización para el Landwehr, el rearme de la artillería y un programa de construcción de fortificaciones. También abogó por un mejor entrenamiento y alimentación para las tropas.
En 1888 Hertenstein fue presidente federal. Dado que Numa Droz rompió el principio de rotación vigente hasta entonces en el despacho del Ministro de Asuntos Exteriores y siguió al frente del Departamento Político, no hubo cambio de departamento. En noviembre del mismo año, Hertenstein enfermó gravemente. Una congestión sanguínea obligó a amputarle una de sus piernas, a consecuencia de lo cual falleció. Es el único presidente federal hasta la fecha que no ha podido completar su mandato conforme a la ley.
Al igual que su antecesor, Hertenstein murió durante su mandato, el 27 de noviembre de 1888 tras una amputación de emergencia de una pierna. 
Estaba afiliado al Partido Democrático Libre de Suiza . Durante su mandato ocupó el Departamento Militar y fue Presidente de la Confederación en 1888. Su funeral fue una muestra de la unidad nacional suiza  y hasta ahora ha sido el único consejero federal que murió durante su mandato presidencial. Durante su mandato ocupó únicamente el Departamento militar 1878 a 1888.